# Jaume Casas i Pallerol
Jaume Casas i Pallerol (Cornellà de Llobregat, 27 d'abril de 1854 – 3 de desembre de 1925) va ser un terratinent i escriptor català.

## Biografia i trajectòria
Neix l'any 1854, fill d'una familia de burgesos catalans nadiua de Girona. Amic personal del comte de Bell-lloc (que residia al palau de Can Mercader), s'influencien mútuament a la cultura i la ciència, aviat es rebel·la contra la condició familiar i es preocupa més per l'escriptura i per tractar el camp com a eina per connectar amb si mateix que com una manera de fer negoci.
Pertanyia a l'elit econòmica, social i cultural de la ciutat com reflecteixen els diaris de l'època i es relacionà amb il·lustres famílies barcelonines que estiuejaven a la ciutat, com la del poeta Joan Maragall, propietària de la masia Can Maragall, per exemple.
L'any 1886, amb 32 anys, participa per primer cop als Jocs Florals de Barcelona, i el 1887 ingressa al cor “El Porvenir”, on es va fixar en la literatura de Josep Anselm Clavé. La seva figura de poeta-terratinent el va inspirar i va ser un dels impulsos a l'hora de desenvolupar les seves obres basades, entre d'altres, en els gèneres de la poesia, la sarsuela, l'assaig, el drama, els cants al treball i la comèdia.
El 1890 va ser premiat als Jocs Florals de Manlleu per Lo Teixidor i Lo Bataner – tot adoptant l'últim treball amb el pseudònim Lo Bataner de Manlleu. També va participar en els Jocs Florals de Cornellà de Llobegat. La majoria de les seves obres van ser publicades entre 1887 i 1907.
A més a més dels llibres que va escriure, va participar en entitats com el Centre Catalanista l'Avenç (presidida pel comte), La Unió Social; i va contribuir a revistes de l'àmbit local i comarcal com El Faro del Llobregat i Pàtria i Treball.
Casà als 64 anys amb Ana María Ferrer (una de les nebodes del marquès de Cornellà) i morí sense descendència el 3 de desembre del 1925 a la seva finca de Cornellà de Llobregat, situada al carrer que avui porta el seu nom.